# Ataíde Oliveira
Francisco Xavier de Ataíde Oliveira, mais conhecido por Ataíde Oliveira (Algoz, 2 de outubro de 1842 — Loulé, 22 deNovembro de 1915), foi um advogado, arqueólogo e escritor português.

## Biografia

### Nascimento e educação
Francisco Xavier Ataíde Oliveira nasceu em 2 de outubro de 1842, na localidade de Algoz. Licenciou-se em teologia e direito, na Universidade de Coimbra.

### Carreira profissional e artística
Viveu grande parte da vida em Loulé, tendo aqui fundado o jornal O Algarvio, que também dirigiu. Também se encontra colaboração da sua autoria na II série  da revista Alma nova  (1915-1918).
Ataíde Oliveira iniciou a sua carreira literária após o regresso de Coimbra. Escreveu um grande número de obras, com o nome de Ataíde de Oliveira, tendo deixado importantes estudos da arqueologia, população e folclore no Algarve. Escreveu sobretudo sobre a história e cultura da região, tendo publicado um grande número de monografias sobre várias povoações do Algarve. Uma das suas obras principais foi o Romanceiro e Cancioneiro do Algarve, tendo igualmente publicado os Contos Infantis, que tiveram um grande sucesso, As Mouras Encantadas, Contos Tradicionais do Algarve, Biografia de D. Francisco Gomes, Memorias para a Historia Eclesiastica do Bispado do Algarve, e as monografias de Algoz, Loulé, Olhão, Alvor, Vila Real de Santo António, São Bartolomeu de Messines, Paderne, Luz de Tavira, Estômbar e Porches. Quando faleceu, estava também a elaborar um estudo sobre a Ordem Terceira de São Francisco em Loulé.
Como arqueólogo, colaborou com Estácio da Veiga, outro importante investigador da história regional. Pouco tempo antes de falecer, tinha sido nomeado como membro da comissão instaladora do Instituto Arqueológico do Algarve. Exerceu igualmente como advogado. Aquando do seu falecimento, ocupava o posto de conservador do registo predial na comarca de Loulé.

### Morte
Ataíde Oliveira faleceu em 22 de Novembro de 1915, na sua habitação em Loulé. Ao seu cortejo funerário assistiu a quase totalidade da população daquela vila, uma vez que o historiador era muito estimado pelos habitantes.

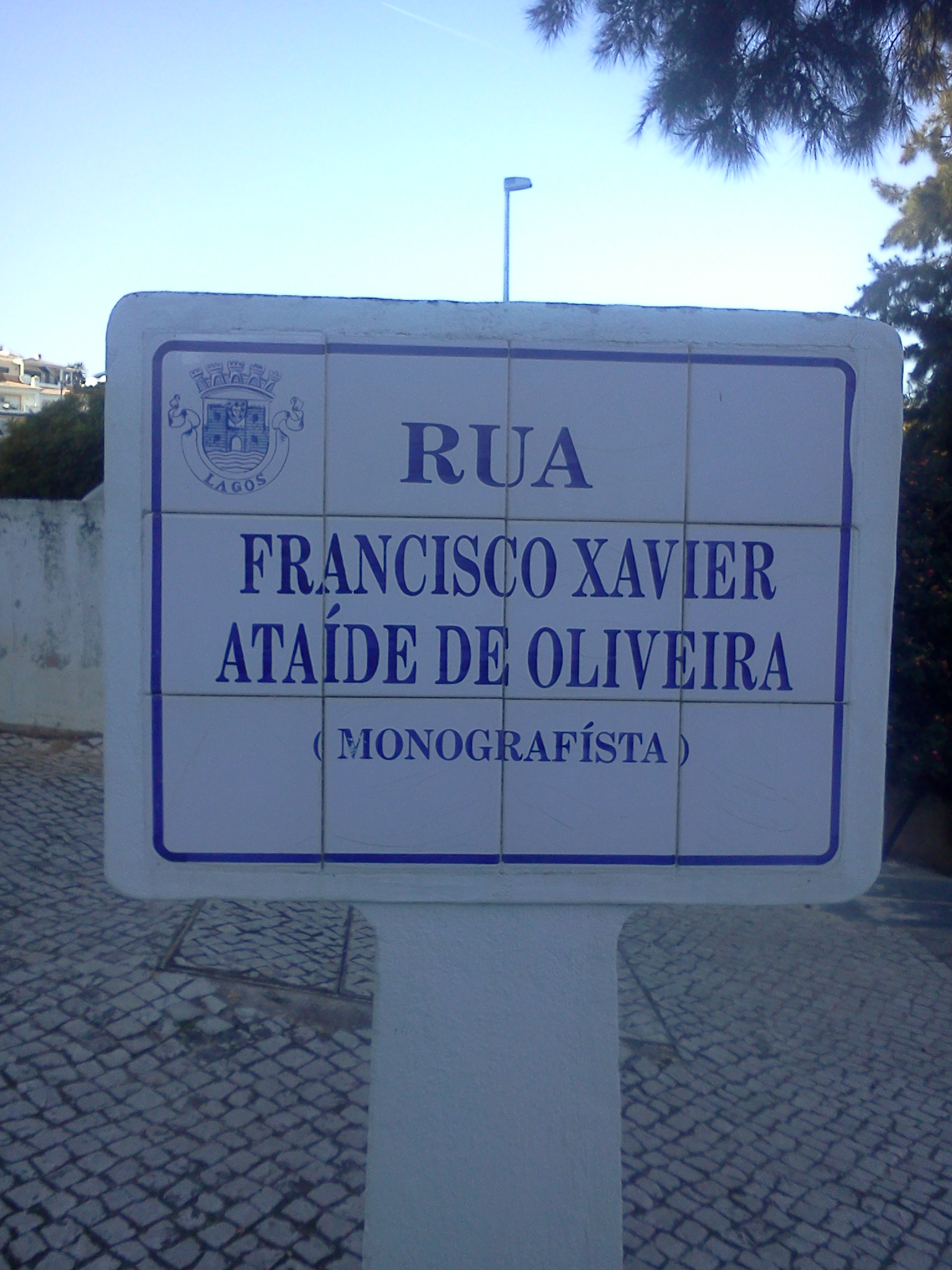
Placa toponímica da Rua Francisco Xavier Ataíde de Oliveira, na cidade de Lagos.

## Homenagens
Na sequência do seu falecimento, os jornais O Heraldo e Folha do Domingo emitiram notas de pesar, tendo o primeiro classificado Ataíde Oliveira como «mais erudito e fecundo investigador historico que todo o Algarve carinhosamente venerava», enquanto que o segundo recordou-o como um «incansavel investigador e fecundo escriptor».
Em 10 de Agosto de 1930, foi inaugurado um busto de Ataíde Oliveira em Loulé, por iniciativa de Mário Lyster Franco.
Também foi homenageado pela Câmara Municipal de Lagos, que colocou, em 21 de Março de 2001, o seu nome numa rua da antiga Freguesia de São Sebastião.

## Obras publicadas
- Contos Infantis
- As mouras encantadas e os encantamentos no Algarve, com algumas notas elucidativas
- Contos Tradicionais do Algarve
- Romanceiro e cancioneiro do Algarve (Lição de Loulé)
- Biografia de D. Francisco Gomes
- Monografia do Algoz
- Monografia do Concelho de Loulé
- Monografia do Concelho de Olhão da Restauração
- A monografia de Alvôr
- Monografia do concelho de Vila Real de Santo António
- Monografia de São Bartolomeu de Messines
- Monografia de Paderne
- Monografia de Estombar
- Monografia de Porches: Concelho de Lagoa
- Monografia de Estoi
- Memórias para a História Eclesiástica do Bispado do Algarve
- Apontamentos da Ordem Terceira de S. Francisco
- Monografia da Luz de Tavira
- Biografia de D. Francisco Gomes do Avelar, arcebispo-bispo do Algarve
- O Algarve encantado na obra de Carlos Porfírio
- Monografias do Algarve

## Ligações Externas
- «Página com várias obras digitalizadas de Francisco Xavier de Ataíde Oliveira, no sítio electrónico archive.org»